# 高木桂蔵
高木 桂蔵（たかぎ けいぞう、1941年8月 - ）は日本の著述家、ジャーナリスト、教育者、文化人類学者・民俗学者・社会学者（華僑論）。静岡県立大学名誉教授、東方工商専科学校名誉教授、東方技術学院名誉教授、東方設計学院名誉教授。
東京プレスセンター株式会社編集長、静岡県立大学国際関係学部教授、国際ことば学院外国語専門学校校長などを歴任した。

## 来歴
広島県尾道市に生まれる。1966年に早稲田大学政治経済学部政治学科を卒業後、イギリス領香港に渡航し、1968年から香港日文専科学校にて日本語講師を務める。専科学校講師と並行して、香港中文大学大学院新亜研究所にて中国の少数民族や華僑についての研究を行い、1970年に同大学院を修了した。
帰国後は、1971年から東京プレスセンターにて編集長を務める傍ら、1983年に日本大学今泉研究所を修了している。同年からは中小企業事業団にて海外投資アドバイザーとしても活動した。また、 1974年に台湾の東方工業専科学校（のちの東方工商専科学校、東方技術学院、東方設計学院）にて客員教授にも就任している。。
その後、静岡薬科大学、静岡女子大学、静岡女子短期大学が統合されて静岡県立大学が発足すると、1987年に国際関係学部の教授に就任した。のち1991年に大学院国際関係学研究科の教授も兼任している。退官後はしばらく、国際ことば学院外国語専門学校の校長を務めた。また、名誉教授の称号を、東方工商専科学校（のちの東方技術学院、東方設計学院、1996年）や静岡県立大学（2007年）から取得している。
2015年3月には、静岡県教育長への起用案が過去の旅券法違反幇助による逮捕歴を問題視され県議会総務委員会で否決された。

## 主張
- 諸君!2002年4月号で、"朝鮮" の中国語での本当の意味は朝（朝見の意で比喩的に貢ぎ物）が鮮（少ない）"鮮"の元の字は 「是+少」（これ少なしの意）で朝鮮という国名になったと主張。

## 著作

### 単著
- 『「天皇」が日本人を動かす』はまの出版、1989年。ISBN 489361083X
- 『北京を支配する始皇帝の血』はまの出版、1989年。ISBN 4893610791
- 『客家――中国の内なる異邦人』講談社、1991年。ISBN 4061490575
- 『客家がわかればアジアが見える――逆境を生き抜く回天の知恵』光文社、1994年。ISBN 4334012906
- 『客家の鉄則――人生の成功を約束する「仲」「業」「血」「財」「生」の奥義』ごま書房、1995年。ISBN 434101658X
- 『華僑の商法――中国人――強さの秘密』総合法令出版、1995年。ISBN 4893464280
- 『華僑のサクセス訓』七賢出版、1995年。ISBN 4883042464
- 『『中国はノーと言える』の読み方――日本人は、なぜ中国人に嫌われるのか』ごま書房、1996年。ISBN 4341171089
- 『静岡県の風水――環境地理学のすすめ』静岡県建設業協会・昭和会、1998年。
- 『日本人は、なぜ中国人に嫌われるのか』ごま書房、1998年。ISBN 4341310097
- 『客家の鉄則――世界を動かす“東洋のユダヤ人”』ゴマブックス、2005年。ISBN 477710219X
- 『静岡女性のための風水』静岡新聞社、2008年。ISBN 9784783822219

### 翻訳
- 延辺人民出版社（編）『抗日朝鮮義勇軍の真相――忘れられたもうひとつの満州』新人物往来社、1990年。ISBN 4404017413

### 監修
- 『侃侃諤諤漢字の雑学知識』はまの出版、1990年。ISBN 4893611054

### 寄稿
- 「開封『重建清真寺記』について――中国へやってきたユダヤ人」辻村明・金両基編著『異文化との出会い』北樹出版、1988年。ISBN 4893840266
- 「客家人・孫眉について」上野明・鈴木啓介編著『ボーダーレス時代の国際関係』北樹出版、1991年。ISBN 4893842250
- 「静岡県郷土唱歌の現代的意義」静岡県立大学国際関係学部日本文化コース編[2]『テクストとしての日本――「外」と「内」の物語』[3]静岡県立大学国際関係学部、2001年。
- 「出島竹斉と歌集『沖の千重波』」静岡県立大学国際関係学部国際行動学コース編[4]『グローバルとローカル』静岡県立大学国際関係学部、2002年。

## 関連人物
- 木宮泰彦
- 松本亀次郎